# Tahia Kazem

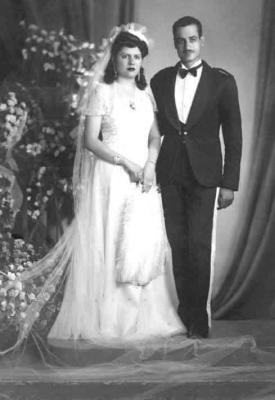
Tahia e Gamal Abdel Nasser em seu casamento em 1944

Tahia Kazem (1 de março de 1920 - 25 de março de 1992) foi primeira-dama do Egito de 23 de junho de 1956 a 28 de setembro de 1970.  Ela se casou com o futuro presidente Gamal Abdel Nasser em 1944. O casal teve 5 filhos, 2 meninas e 3 meninos.
Os pais de Kazem eram de ascendência iraniana. Nasser recebeu a aprovação do pai dela antes do casamento em 1944. 